# زیردریایی کلاس سجورمن
سابمارین کلاس سجورمن (به انگلیسی: Sjöormen-class submarine) یک کلاس از زیردریایی است که طول آن ۵۰ متر (۱۶۴ فوت ۱ اینچ) می‌باشد.